# Observatoire astronomique de Trieste
L'observatoire astronomique de Trieste (en italien : Osservatorio astronomico di Trieste) est un observatoire astronomique situé dans la ville de Trieste en Italie.
L'observatoire fut fondé en 1753 par l'impératrice Marie-Thérèse d'Autriche sur les fondations de l'école nautique de la ville de Trieste. L'observatoire de Trieste est géré depuis 1923 par l'Istituto nazionale di astrofisica (l'Institut national d'astrophysique).
L'observatoire de Trieste concentre ses recherches sur l'astronomie extragalactique, la cosmologie, le milieu interstellaire, les galaxies et le système solaire.
L'observatoire de Trieste travaille en partenariat avec l'École internationale supérieure d'études avancées ainsi qu'avec l'université de Trieste.